# Khed (ort i Indien, Ratnagiri)
Khed är en ort i Indien.   Den ligger i distriktet Ratnagiri och delstaten Maharashtra, i den sydvästra delen av landet, 1 300 km söder om huvudstaden New Delhi. Khed ligger 21 meter över havet och antalet invånare är 14 829.
Terrängen runt Khed är varierad. Khed ligger nere i en dal. Runt Khed är det ganska tätbefolkat, med 179 invånare per kvadratkilometer. Det finns inga andra samhällen i närheten. I omgivningarna runt Khed växer huvudsakligen savannskog.